# مقاطعة إتاسكا (مينيسوتا)
مقاطعة إتاسكا (بالإنجليزية: Itasca County)‏ هي إحدى مقاطعات ولاية مينيسوتا في الولايات المتحدة الأمريكية.